# Gåltjärnen (Sättna socken, Medelpad)
Gåltjärnen är en sjö i Sundsvalls kommun i Medelpad och ingår i Selångersåns huvudavrinningsområde. Sjön har en area på 0,128 kvadratkilometer och ligger 54 meter över havet.

## Delavrinningsområde
Gåltjärnen ingår i det delavrinningsområde (693313-156788) som SMHI kallar för Utloppet av Gåltjärnen. Medelhöjden är 100 meter över havet och ytan är 5,11 kvadratkilometer. Det finns inga avrinningsområden uppströms utan avrinningsområdet är högsta punkten. Vattendraget som avvattnar avrinningsområdet har biflödesordning 2, vilket innebär att vattnet flödar genom totalt 2 vattendrag innan det når havet efter 24 kilometer. Avrinningsområdet består mestadels av skog (57 procent) och jordbruk (27 procent). Avrinningsområdet har 0,13 kvadratkilometer vattenytor vilket ger det en sjöprocent på 2,5 procent.